# Démographie de Chypre
En 2015, Chypre avait une population de 1 189 197 habitants, incluant Chypre du Nord.

## Évolution de la population
| Année | Population (au 1er janvier) | Naissances | Taux de natalité (‰) | Taux de fécondité (enfants par femme) | Décès | Taux de mortalité (‰) | Taux de variation naturelle (‰) | Solde migratoire | Croissance démographique (‰) |
| ----- | --------------------------- | ---------- | -------------------- | ------------------------------------- | ----- | --------------------- | ------------------------------- | ---------------- | ---------------------------- |
| 1960  | 572 000                     |            |                      |                                       |       |                       |                                 |                  | 2,7                          |
| 1965  | 588 400                     | 13 707     | 23,2                 |                                       | 6 061 | 10,3                  | 12,9                            | −2 846           | 8,1                          |
| 1970  | 612 000                     | 11 801     | 19,2                 |                                       | 5 998 | 9,8                   | 9,4                             | -903             | 8,0                          |
| 1975  | 507 700                     | 8 040      | 16,0                 |                                       | 3 964 | 7,9                   | 8,1                             | -11 897          | - 15,6                       |
| 1980  | 505 800                     | 10 383     | 20,4                 |                                       | 4 719 | 9,3                   | 11,1                            | 836              | 12,8                         |
| 1985  | 538 397                     | 10 568     | 19,5                 |                                       | 4 599 | 8,5                   | 11,0                            | 239              | 11,5                         |
| 1990  | 572 655                     | 10 622     | 18,3                 | 2,41                                  | 4 844 | 8,4                   | 10,0                            | 8 708            | 25,0                         |
| 1995  | 645 399                     | 9 869      | 15,2                 | 2,03                                  | 4 935 | 7,6                   | 7,6                             | 6 000            | 16,8                         |
| 2000  | 690 497                     | 8 447      | 12,2                 | 1,64                                  | 5 355 | 7,7                   | 4,5                             | 3 960            | 10,2                         |
| 2005  | 733 067                     | 8 243      | 11,2                 | 1,48                                  | 5 425 | 7,3                   | 3,8                             | 8 128            | 14,8                         |
| 2010  | 819 140                     | 9 801      | 11,8                 | 1,44                                  | 5 103 | 6,2                   | 5,7                             | 15 913           | 24,8                         |
| 2015  | 847 008                     | 9 170      | 10,8                 | 1,32                                  | 5 859 | 6,9                   | 3,9                             | −2 000           | 1,5                          |

L'augmentation de la population est moins due à la croissance naturelle, plutôt faible, qu'à l'immigration.

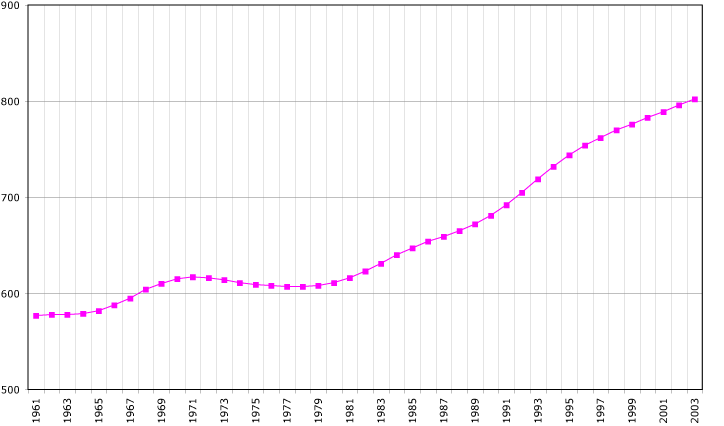
Évolution démographique

### Projection démographique
| Année | Population (au 1er janvier) - Projection de référence |
| ----- | ----------------------------------------------------- |
| 2020  | 869 041                                               |
| 2030  | 919 997                                               |
| 2040  | 954 320                                               |
| 2050  | 984 402                                               |
| 2060  | 1 011 947                                             |
| 2070  | 1 019 473                                             |
| 2080  | 1 004 870                                             |

### Répartition linguistique
La carte de la répartition linguistique a drastiquement changé lors de la partition, la proportion de turcophones augmentant.

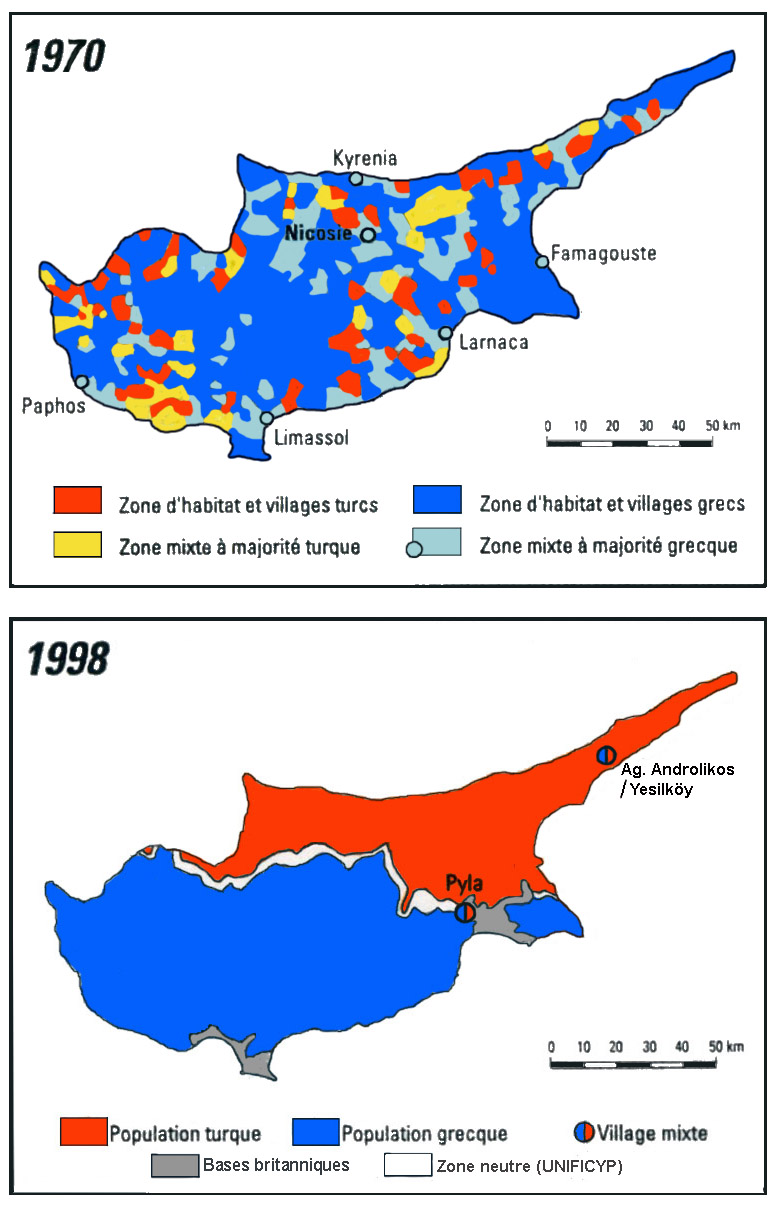
Évolution de la population par langues entre 1970 et 1998 : en rouge et en jaune, les zones de peuplement turcophone et en bleu foncé et clair, celles hellénophones.

## Chiffres clés
| Pays                               | 2011    | 2021    |
| ---------------------------------- | ------- | ------- |
| Total                              | 840.407 | 923.381 |
| Chypre                             | 638.124 | 688.844 |
| Population Totale née à l'étranger | 202.283 | 234.537 |
| Grèce                              | 18.788  | 35.499  |
| Royaume-Uni                        | 31.495  | 27.986  |
| Roumanie                           | 24.532  | 19.714  |
| Russie                             | 10.520  | 16.412  |
| Bulgarie                           | 19.284  | 16.231  |
| Syrie                              | 3.272   | 11.995  |
| Géorgie                            | 11.814  | 9.745   |
| Philippines                        | 10.009  | 8.915   |
| Inde                               | 2.996   | 8.165   |
| Népal                              |         | 6.977   |
| Sri Lanka                          | 7.327   | 6.792   |
| Non déclaré                        |         | 5.997   |
| Ukraine                            | 3.794   | 5.650   |
| Égypte                             | 3.292   | 3.657   |
| Allemagne                          | 1.895   | 2.783   |
| Liban                              | 1.597   | 2.741   |
| Viêt Nam                           | 7.016   | 2.690   |
| Afrique du Sud                     | 2.509   | 2.519   |
| Pologne                            | 2.922   | 2.422   |
| Chine                              | 1.099   | 2.254   |
| Moldavie                           | 2.348   | 2.198   |
| Bangladesh                         | 1.831   | 1.634   |
| États-Unis                         | 2.021   | 1.550   |
| Iran                               | 1.364   | 1.308   |
| Cameroun                           |         | 1.270   |
| Australie                          | 1.576   | 1.248   |
| Pakistan                           | 1.533   | 1.246   |
| Biélorussie                        |         | 1.192   |
| Israël                             |         | 1.136   |
| Lettonie                           | 916     | 1.060   |
| Italie                             |         | 970     |
| Arménie                            | 1.143   | 933     |
| Nigeria                            |         | 919     |

### Évolution du flux d'immigrants
Les données suivantes d'Eurostat ne concernent que les étrangers soumis à titre de séjour et ce pour la première fois. De plus, les étrangers bénéficiant de la libre circulation des personnes (Union européenne, Espace économique européen, Suisse) ne sont pas repris dans ce tableau.
| Pays d'origine | 2009   | 2012   | 2015   | 2016   | 2017   | 2018   | 2019   |
| -------------- | ------ | ------ | ------ | ------ | ------ | ------ | ------ |
| Total          | 25 638 | 11 715 | 15 569 | 16 970 | 18 971 | 20 990 | 23 325 |
| Inde           | 1 888  | 1 015  | 1 289  | 3 072  | 4 710  | 3 784  | 4 665  |
| Russie         | 1 718  | 1 862  | 2 069  | 2 337  | 2 883  | 3 402  | 3 114  |
| Népal          | 810    | 103    | 1 215  | 1 134  | 1 406  | 1 964  | 2 810  |
| Syrie          | 854    | 467    | 1 911  | 1 796  | 1 066  | 2 087  | 2 040  |
| Philippines    | 3 055  | 2 150  | 1 565  | 1 390  | 1 317  | 1 633  | 1 938  |
| Sri Lanka      | 2 630  | 1 702  | 1 294  | 1 233  | 1 200  | 1 326  | 1 633  |
| Égypte         | 1 031  | 721    | 706    | 678    | 858    | 908    | 941    |
| Ukraine        | 983    | 611    | 886    | 625    | 756    | 863    | 928    |
| Viêt Nam       | 3 380  | 236    | 696    | 899    | 833    | 792    | 857    |

| Pays d'origine          | 2015  | 2019  | 2022  |
| ----------------------- | ----- | ----- | ----- |
| Naturalisations totales | 2 353 | 2 859 | 2 873 |
| Royaume-Uni             | 455   | 605   | 781   |
| Grèce                   | 267   | 328   | 398   |
| Russie                  | 539   | 556   | 394   |
| Chine                   | 51    | 103   | 179   |